# Kloosterorde
Een kloosterorde is een orde van religieuzen, mannen of vrouwen, die zich verenigd hebben omtrent een gemeenschappelijke geloofsopvatting en kloosterregel waaraan zij gebonden zijn, en die op een permanente wijze samenleven binnen een en dezelfde plaatselijke gemeenschap, een klooster of een tempel. Kloosters van religieuzen die volgens een bepaalde regel leven, vormen samen een kloosterorde. Kloosterorden komen voor bij verschillende religies, waaronder het christendom, de islam en het boeddhisme.
Religieuze gemeenschappen binnen de Rooms-Katholieke Kerk kunnen worden verdeeld in kloosterordes en congregaties.

## Christelijke kloosterorden
In het christendom zijn de kloosterorden een zaak van de Rooms-Katholieke Kerk, enkele daarmee verbonden oosters-katholieke kerken en de Anglicaanse Kerk. De oosters-orthodoxe kerken en de oriëntaals-orthodoxe kerken hebben zeer veel kloosters, maar kennen geen afzonderlijke kloosterorden. De lutherse kloosters vormen evenmin afzonderlijke verbanden en zijn volledig geïntegreerd in de regionale kerkelijke organisatie. In kringen van hervormden en methodisten kwamen in de 19e eeuw diakonessenhuizen op.

### Katholieke kloosterorden

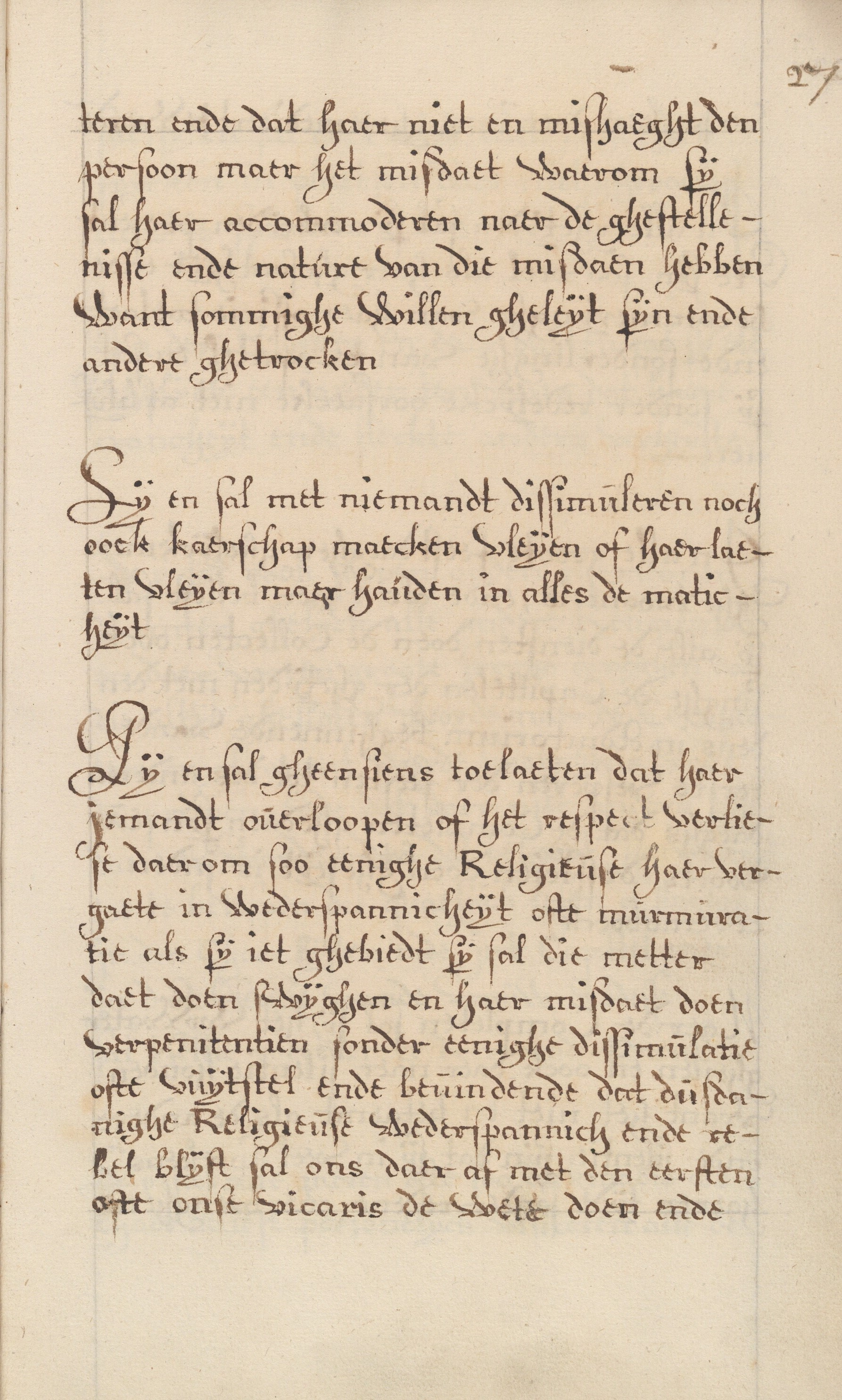
Regelen en statuten van een vrouwenklooster. Manuscript uit de 17de eeuw.

Een orde (in kerkelijke zin) is volgens het kerkelijk recht een vorm van een Instituut van Godgewijd Leven. Dit is een vereniging van mannelijke en/of vrouwelijke religieuzen, die zich door geloften verbonden hebben aan een religieuze vereniging binnen de Katholieke Kerk. De leden van de orde worden geacht zich aan de kloosterregels te houden en worden daarom tot de reguliere geestelijken gerekend.
Binnen de Katholieke Kerk wordt verder onderscheid gemaakt tussen kloosterorden (in engere zin) en congregaties (kloosterorden in ruimere zin). De cesuur ligt bij de besluiten van het Concilie van Trente (1545-1563):
- een orde is een gemeenschap van reguliere geestelijken (kloosterlingen) die plechtige geloften hebben afgelegd, meestal gesticht vóór ongeveer 1550
- een congregatie is een dergelijke gemeenschap van kloosterlingen die een eenvoudige gelofte hebben afgelegd, meestal gesticht na ongeveer 1550

Leden van een kloosterorde hebben, in tegenstelling tot leden van een congregatie, een strengere clausuur en behouden geen persoonlijke bezittingen wanneer ze intreden. Bij een congregatie worden er enkel eenvoudige (tijdelijke of eeuwige) geloften afgelegd. Kloosterorden staan niet onder het gezag van de bisschoppelijke hiërarchie maar staan onder het directe gezag van de paus.
Oblaten waren kloosterlingen die op jeugdige leeftijd door hun ouders aan een klooster werden overgedragen. Tegenwoordig slaat de benaming oblaten op leken die zich met een kloosterorde associëren, met name de Benedictijnen.
In de Middeleeuwen worden losse verenigingen van zelfstandige kloosters veelal als congregatie aangeduid. De grens tussen kloosterorde, congregatie en affiliatie (de band tussen moeder- en dochterkloosters) was in de praktijk vaak vloeiend. Sommige congregaties ontwikkelden zich in de elfde en twaalfde eeuw tot echte kloosterorden, die als zodanig door de paus erkend werden; andere kloosterorden uit de begintijd verloren hun zelfstandigheid. Met name bij de augustijner koorheren bleef de organisatiestructuur tamelijk vrijblijvend.
Middeleeuwse kloosterorden bestonden gewoonlijk uit gemeenschappen, waarvan behalve monniken en/of nonnen ook lekenbroeders en -zusters deel uitmaakten. Daarnaast ontstonden vanaf de dertiende eeuw ook gemeenschappen van Apostolisch leven, waarvan de leden geen kloostergelofte aflegden, waaronder de begijnen, de begarden en een deel van de geestelijke ridderorden oftewel hospitaalbroeders en -zusters. Een deel daarvan werd door oudere kloosterorden onder hun hoede genomen; de meeste worden na ongeveer 1550 tot de congregaties gerekend. In de onderstaande lijst is ervoor gekozen behalve de kloosterorden (in engere zin) ook de apostolische leefgemeenschappen en congregaties vóór ongeveer 1550 op te nemen.
Naar levensstijl worden de orden van kanunniken (augustijner koorheren, premonstratenzers, kruisbroeders) en clerici (jezuïeten en missiecongregaties) onderscheiden van de soberder levende monniken (benedictijnen, cisterciënzers) en leden van de bedelorden. Verder zijn er de kluizenaars (kartuizers). Verschillende orden zijn mengvormen (dominicanen, augustijnen).
Naar het doel kan men de kloosterorden indelen in overwegend beschouwende orden (benedictijnen, cisterciënzers, kartuizers), overwegend actieve orden (geestelijke ridderorden en broeders van het gemene leven) en gemengde orden (norbertijnen, bedelorden, begijnen en tertiarissen). Bij norbertijnen, bedelorden en augustijnen is het vooral de vrouwelijke tak (de zogenoemde tweede orde), die zich beschouwend opstelt.

#### Abdijen, proosdijen, priorijen, commanderijen en kapittels
Niet alle kloosters worden abdijen genoemd. Een abdijgemeenschap wordt enkel gevormd bij monniken- en nonnenkloosters van de eerste of tweede orde, met name bij de ordes van de benedictijnen, cisterciënzers, kartuizers en norbertijnen.
Kloosters van Augustijner koorheren worden doorgaans een kapittel genoemd. Bij de norbertijnen spreekt men ook wel over een canonie; de abt heette hier vanouds een proost. Een kloostervestiging die afhankelijk is van een abdij (doorgaans een nonnenklooster) noemt men priorij. De bedelorden kenden vanouds geen abdijen, maar conventen; de overste heet hier prior of gardiaan. Bij de geestelijke ridderorden spreekt men over een commanderij, die wordt geleid door een commandeur.
Kloosterorden en congregaties moeten onderscheiden worden van kapittels van seculiere kanunniken. Dit zijn gemeenschappen van seculiere geestelijken, verbonden aan een kathedraal, basiliek of belangrijke parochiekerk.

### Indeling van rooms-katholieke kloosterorden

#### Kloosterorden volgens de regel van Benedictus
- Benedictijnen: Ordo Sancti Benedicti (OSB)
  - Cluniacensers of Orde van Cluny: Ordo Cluniacensis (OSBClun)
  - Camaldulenzers of Congregatie van Camaldoli: Ordo of Congregatio Camaldulensium Monto Coronae (Witte Benedictijnen)
  - Vallombrosianen of Congregatie van Valombroso: Ordo of Congregatio Vallis Umbrosae Ordinis Sancti Benedicti (OSBVall of CVUOSB)
  - Ebrandijnen of Benedictijnen van Fontevraud: Ordo Fons Ebraldensis
  - Tironiënsers of Benedictijnen van Tiron: Ordo Tironensis, Tironiensis (OSBTiron) (Frères gris)
  - Benedictijnen van de Savigny: Ordo Savigniacensis, 1147 toegetreden tot de cisterciënsers
  - Congregatie van Notre-Dame de Calvaire te Poitiers
  - Engelse Congregatie
  - Silvestrijnen: Congregatio Silvestrina Ordinis Sancti Benedicti (CSilvOSB) (Blauwe Benedictijnen)
  - Celestijnen: Ordo Sancti Benedicti Coelestinensis, ook wel Ordo Celestinorum (OSBCoel) (Celestijner Heremieten)
  - Olivetanen: Ordo Sancti Benedicti Montis Oliveti, ook wel Congregatio Sanctae Mariae Montis Oliveti, Fratres Eremitae de Monte Oliveti (OSBOliv)
  - Benedictijnen van Monte Cassino: Ordo of Congregatio Cassinensis (OSBCas)
  - Congregatie van Bursfelde: Congregatio Bursfeldiensis
- Cisterciënzers of Orde van Cîteaux: Sacer Ordo Cisterciensis (OCist of SOCist) (Grijzemonniken, Schieremonniken, grauwe monniken, ook wel witte monniken genoemd)
  - Trappisten: Ordo Cisterciensis Strictioris Observantiae (OCSO)
- Kartuizers: Ordo Carthusianorum (OCart) (grauwe monniken)
- Kaulieten of Orde van Val des Choues: Ordo Vallis Caulium (Valliscaulianen)

#### Reguliere kanunniken volgens de regel van Augustinus
- Augustijner koorheren: Canonici Augustianus, Canonici Regulares Sankti Augustini (CRSA, CanA, CanR), zie ook: Augustinessen. De lijst van congregaties en losse verbanden is chronologisch. Zelfstandige kloosters zijn niet opgenomen.
  - Zwitserse Congregatie van Saint Maurice d'Agaune (Wallis, Zwitserland)
  - Reguliere kanunniken van Saint Ruf te Avignon (Frankrijk)
  - Reguliere kanunniken van San Frediano te Lucca (Italië), 1512 toegetreden tot de Congregatie van Lateranen
  - Congregatie van de Heilige Nicolaas en Bernard van Mont Joux te Grand-Saint-Bernard (Zwitserland)
  - Reguliere kanunniken van Springiersbach (Rheinland-Pfalz, Duitsland)
  - Reguliere kanunniken van Rottenbuch (Beieren, Duitsland)
  - Reguliere kanunniken van San Marco Evangelista di Mantova (Italië)
  - Reguliere kanunniken van Lateranen, in de 15e eeuw omgevormd tot Congregatie van de Allerheiligste Verlosser van Lateranen: Congregatio Canonicorum Regularium Ss.Salvatoris Lateranensis (CRL)
  - Congregatie van Herrival (Lotharingen, Frankrijk), 1747 opgegaan in de Congegratie van de Heilige Verlosser
  - Congregatie van het Heilig Kruis van Mortara (Lombardije, Italië), in 1449 toegetreden tot de Congregatie van Lateranen
  - Reguliere kanunniken van Marbach (Baden-Württemberg, Duitsland)
  - Reguliere kanunniken van Santa Maria te Portu bij Ravenna (Italië), opgegaan in de Congregatie van Lateranen
  - Congregatie van Chancelade (Dordogne, Frankrijk)
  - Salzburger Unie van hervormde huizen van reguliere kanunniken
  - Congregatie van het Heilig Kruis van Coimbra (Portugal)
  - Congregatie de Observantie van Roudnice nad Labem (Raudnitz an der Elbe) (Tsjechië)
  - Congregatie van Groenendaal (België), 1412 samengegaan met de Congregatie van Windesheim
  - Congregatie van Windesheim: Canonici Regulares Sancti Augustini Fratrum a Vita Communi (CRVC)
  - Reguliere kanunniken van Rolduc, volgens sommige auteurs een congregatie
  - Congregatie van San Giorgio in Alga bij Venetië (Italië)
  - Reguliere kanunniken van Fregionaia bij Lucca (Toscane, Italië), in 1446 opgegaan in de Congregatie van Lateranen
  - Congregatie van Sint Jan de Evangelist: Boni Homines in Villar de Frades (Portugal)
  - Congregatie van de Heilige Verlosser (Frankrijk)
  - Congregatie van Frankrijk: Congregatio Gallica (génovéfiens)
  - Congregatie van Krakau (Polen)
  - Ierse congregatie van Sint-Patrick
  - Congregatie van de Onbevlekte Ontvangenis (CRIC)
  - Oostenrijkse congregatie
  - Congregatie van Onze-Lieve-Vrouw, Moeder van Onze Verlosser
  - Congregatie van de Broeders van het Gemene Leven te Maria Bronnen: Canonici Regulares Sancti Augustini Fratrum a Vita Communi (CRVC)
- Norbertijnen: Ordo Praemonstratensis (OPraem) (Premonstratenzers, Witheren, zie ook Norbertinessen (Wittevrouwen))
- Kruisheren
  - Orde van het Heilig Kruis: Ordo Sanctae Crucis (OSC) (Kruisheren of Kruisbroeders)
  - Orde van Reguliere kanunniken van het Heilig Kruis: Ordo Canonicorum Regularium Sanctae Crucis (ORC)
  - zie ook: Duitse Orde (geestelijke ridderorde)
- Orde van de Reguliere Kanunniken van het Heilige Graf: Ordo Sancti Sepulcri. Hieruit is de ridderorde van het Heilige Graf van Jeruzalem (OESSH) ontstaan
- Orde van de Reguliere Kanunniken van Saint-Victor (Parijs, Frankrijk): Congregatio Monasterii Victorianae (CRSV) (12e eeuw, later als congregatie van augustijner koorheren beschouwd)
- Orde van de Reguliere Kanunniken van Arrouaise te Mesnil-en-Arrouaise: Ordo Aroasiensis (12e eeuw, daarna uiteengevallen)
- Orde van de Reguliere Kanunniken van Sainte-Catharine du Val des Escoliers (Parijs): Ordo Vallis Scolarum
- Gilbertijnen of Orde van de Reguliere Kanunniken van Sint Gilbert: Ordo Gilbertinorum Canonicorum of Ordo Sempringensis (OGilb)
- Orde van de Allerheiligste Verlosser: Ordo sanctissimi Salvatoris (OSsS) (Birgittijnen en Birgittinessen)
- Zie ook: Orde van het Kruis met de Rode Ster, Orde van Reguliere Kanunniken van Roncisvalle en Orde van Reguliere Kanunniken van Sint Jacob van het Zwaard (geestelijke ridderorden)
- Zie ook: augustijner heremieten, dominicanen (bedelorden)

#### BedelordenofMendicanten
- Augustijner heremieten: Ordo Eremitarum Sancti Augustini (OESA), tot 1968; ontstaan in 1256 uit janbonieten, brictinensen, wilhelmieten en twee andere groepen; zie ook: augustinessen
  - Wilhelmieten of Orde van Sint Wilhelmus: Ordo Erimitarum Sancti Guilielmi (witte monniken)
  - Zakbroeders: Ordo de Poenitentia Jesu Christi (fratres saccati), 1274 ontbonden
  - Eksterbroeders: Ordo Mariae Matris Christi, Fratres Beate Mariae de Areno (fratres de pica, Pied Friars, Pickbrüder, blancs-manteaux), 1274 ontbonden
  - Kruisbroeders: Fratres Cruciferi (Italië en Engeland, Crutched Friars)
  - Orde van Sint Paulus de Heremiet: Ordo Sancti Pauli Primi Eremitæ (OSPPE)
  - Orde van Grandmont: Ordo Grandimontensium (Heremieten van Grandmont, Boni Homines of Bonshommes)
  - Orde van Sint Hieronymus: Ordo (Eremitarum) Sancti Hieronymi (OSH) (Heremieten van Sint Jeroen)
  - Ongeschoeide Augustijnen: Ordo Augustiniensium Discalceatorum (OAD)
  - Augustijner Recollecten: Ordo Augustinianorum Recollectorum (OAR)
  - Orde van Sint Augustinus: Ordo Sancti Augustini (OSA), vanaf 1968
- Dominicanen: Ordo Praedicatorum (OP) (Predikheren, Bonte Papen, Zwarte Broeders of Black Friars), zie ook: Dominicanessen
- Franciscanen (Eerste Orde) (Grauwe Broeders, Grey Friars), zie ook Clarissen
  - Franciscanen (Minderbroeders). De orde van de Franciscanen viel in de Middeleeuwen uiteen in verschillende richtingen, waaronder de strenge Observanten, de Spiritualen en later de gematigde Conventuelen, verder nog enkele kleinere congregaties als Celestijnen-Minorieten, Amadeïsten en Coletienen. De orde werd in 1517 feitelijk opgesplitst in twee afzonderlijke organisaties, namelijk Conventuelen en Observanten.
    - Conventuelen: Ordo Fratrum Minorum Conventualium (OFMConv) (Minorieten, Zwarte Franciscanen of Cordeliers)
    - Observanten: Ordo Fratrum Minorum (OFM) (Minderbroeders, patres minores, Bruine Franciscanen of Brown Friars)
      - Recollecten
      - Discalceaten of Alcantarijnen (ongeschoeide Franciscanen)
      - Reformaten

    - Coletienen: Ordo Sanctae Clarae reformationis ab Coleta (Coletanae) (OSClCol), mannelijke tak van de Arme Klaren

  - Kapucijnen: Ordo Fratrorum Minorum Capucinorum (OFMCap) (Bruine Paters)
  - Orde van de fraters penitenten van Jezus van Nazareth (Nazzareni of Scalzetti)
  - Zie ook: Franciscanessen (Tweede Orde), Franciscanen en Franciscanessen (Derde Orde)
- Miniemen: Ordo Minimorum (OM of OMinim) (Paulijnen)
- Karmelieten: Ordo Fratrum Beatae Mariae Virginis de Monte Carmelo (OCarm) (Lievevrouwenbroeders of Witte Broeders), zie ook Karmelietessen
  - Geschoeide Karmelieten: Ordo Carmelitarum Calceatorum (OC)
  - Ongeschoeide Karmelieten: Ordo Carmelitarum Discalceatorum (OCD)
- Servieten van Maria: Ordo Servorum Beatae Mariae Virginis of Ordo Servorum Mariae (OSM) (reguliere kanunniken)
- Zie ook: Trinitariërs (na 1609), Mercedariërs (na 1690) (geestelijke ridderorden)

#### Geestelijke ridderorden(hospitaalbroeders en -zusters)
De geestelijke ridderorden werden doorgaans gevormd door reguliere kanunniken, die leefden volgens de kloosterregel van Sint-Augustinus. De Tempeliers, de Zwaardbroeders en de Orden van Alcantára, Calatrava en Montesa ontleenden hun regels aan de cisterciënzers.
- Tempeliers of Orde van de Arme Ridders van Christus en de Tempel van Salomo: Pauperes commilitones Christi Templique Solomonici
- Orde van Alcántara (León, Spanje), ontstaan uit de Orde van de Heilige Julianus van Pereiro, in de 16e eeuw geseculariseerd
- Orde van Calatrava (Castilië, Spanje), in de 16e eeuw geseculariseerd
- Orde van Santiago of Orde van Sint-Jacob van het Zwaard (Spanje en Portugal), gemengde orde met kloostergemeenschappen en gehuwde ridders, in de 16e eeuw volledig geseculariseerd
- Orde van Roncesvalles (Navarra, Spanje) (12e/13e eeuw)
- Zwaardbroeders of Broeders van het Leger van Christus - Fratres militiae Christi (Lijfland), gesticht 1202, in 1237 opgegaan in de Duitse Orde onder de naam Domus Sanctae Mariae Theotonicorum in Livonia
- Duitse Orde: Ordo Teutonicus (OT)
- Maltezer Orde of Johannieters: Ordo Equitum Hospitalarorum Sancti Johannis de Jerusalem of Ordo Melitensis (OMEL of JO) (Hospitaalridders)
- Hospitaalridders van Bethlehem of Orde van het Kruis met de Rode Ster: Ordo Crucigerorum cum rubea stella (OCr) (ook: kruisdragers, stelliferi)
- Broeders van Barmhartigheid of Hospitaalbroeders van Sint-Johannes de Deo: Ordo Hospitalarius Sancti Joannis de Deo (OH of OSJdD) (fatebenefratelli, broeders van de goede daden)
- Orde van de Heilige Geest van Montpellier (Frankrijk): Ordo Hospitalarius Sancti Spíritus (OSSp), ook wel Heilige Geestbroeders genoemd: Ordo Fratrum Canonicorum Regularium Sancti Spíritus de Saxia
- Orde van Sint Antonius: Canonici Regulares Sancti Antonii (CRSAnt) (Antonianen, Antonieters)
- Mercedariërs of Orde van Onze Lieve Vrouw van Barmhartigheid tot Vrijkoop van Slaven: Ordo Beatae Mariae de Mercede redemptionis captivorum (OdeM) (ook: Orde van Genade) (na 1690 bedelorde)
  - Mercedariërs van Scalzi: Ordo PP. Excalceatorum B.M.V. de Mercede (OMV)
- Trinitariërs of Orde van de Heilige Drie-eenheid: Ordo Sanctae Trinitatis et Captivorum (OSST of OST) (na 1609 bedelorde) (ook: Mathurijnen, Witte Spanjaarden, Ezelsbroeders of Red Friars)
  - Ongeschoeide Trinitariërs
- Orde van Sint-Lazarus van Jeruzalem, in 1572 opgegaan in de Orde van Sint-Mauritius en Sint-Lazarus, een ridderorde uit Savoye. De Franse vestigingen werden in 1608 verbonden aan de nieuwe Orde van Onze Lieve Vrouwe van de Berg Karmel
- Orde van Onze Lieve Vrouwe van Montesa (Aragón, Spanje), ontstaan in 1319 uit de bezittingen van de Tempeliers, in de 16e eeuw geseculariseerd
- Zie ook Orde van het Heilige Graf en Kruisheren (Reguliere kanunniken)
- Zie ook Orde van Sint Catharina op de Berg Sinaï (Ridderorde in de oosters-katholieke kerken)

#### Specifiek vrouwelijke kloosterorden (tweede orde)
- Benedictinessen
  - Gezelschap van Maria of Orde van Onze Lieve Vrouw: Ordo Societatis Mariae Dominae Nostrae (ODN)
- Augustinessen of Regularissen
  - Orde van de Heilige Verlosser: Ordo sanctissimi Salvatoris (OSsS) (Birgittinessen)
  - Orde van Maria Visitatie: Ordo de Visitatio Beatae Mariae Virginis (OVM, VSM) (Visitandinnen, Saleserianerinnen of Dochters van Maria)
  - Reguliere kanunnikessen van de Orde van het Heilige Graf
  - Servitessen, tweede orde van de Servieten van Maria
  - Ursulinen: Ordo Sanctae Ursulae (OSU) (Blauwe Nonnen)
  - Magdalena-orde: Ordo Sanctae Mariae Magdalenae de poenitentia (OSMM) (Magdalenazusters, Filledieusen, Penetentiarissen of Boetezusters)
- Norbertinessen
- Dominicanessen
- Franciscanessen
  - Clarissen: Ordo Sanctae Clarae, Ordo Sancti Francisci Pauperes Clarissa (OSCI)
    - Coletienen: Ordo Sanctae Clarae reformationis ab Coleta (Coletanae) (OSClCol) (Arme Klaren)
    - Urbanisten: Ordo Sanctae Clarae regulae Urbani IV (OSClUrb) (Rijke Klaren)

  - Kapucinessen (Grijze zusters)
  - Annunciaten of Zusters van de Tien Deugden van Maria: Ordo de Annuntiatione Beatae Mariae Virginis (OAnnM)
- Karmelietessen
  - Geschoeide karmelietessen
  - Ongeschoeide karmelietessen

#### Begijnen,begardenentertiarissen(derde orde)
Ook wel: Derde Orde van Penitenten, Latijn: Tertius ordo de poenitentia
- naar de regel van Sint-Benedictus:
  - humiliaten, nodosi of barrevoeters, Latijn: Ordo Humiliatorum (OHum), regel van Benedictus; mannelijke tak in 1571 opgeheven
  - celestijnen (Derde Orde), Latijn: Trinitatis Ordinis Celestinorum
- naar de regel van Sint-Augustinus:
  - alexianen, Latijn: Congregatio Fratrum Alexianorum Cellitarum (CFAC of CFA) (ook cellebroeders, cellieten, arme broeders, lollarden of matemans genoemd), tegenwoordig beschouwd als congregatie
  - Zwarte Zusters van de H. Augustinus: (ook cel(le)zusters, zusters alexianen, zwartzusters of zwarte nonnen genoemd)
  - Derde Orde van de Servieten van Maria (ook: mantellaten)
  - Klerken van Sint Jeroen, Latijn: Clerici Apostolici S. Hieronymi (OESH of CASH) (jesuaten)
  - Zusters van de Orde van Maria Visitatie (jesuatessen)
- naar de regel van Sint-Franciscus:
  - franciscaner tertiarissen (Derde Orde), Latijn: Tertius Ordo Regularis Sancti Francisci, zeer uitgebreide groep, o.a. bogaarden, annunciaten, penitenten-recollectinnen en grauwzusters (grijze begijnen); zie ook Zusters Franciscanessen
  - Broeders van het Gemene Leven (arme klerken)
  - kapucinessen (grijze zusters)

#### Reguliere clerici
- Theatijnen: Ordo Clericorum Regularium vulgo Theatinorum (OCRth, CRth of Otheat), nu doorgaans beschouwd als priestercongregatie
- Barnabieten: Clerici regulares Sancti Pauli decollati, later: Congregatio Clericorum Regularium Sancti Pauli Barnabitarum of Barnabitae (B, CRSP, Obarn), nu beschouwd als priestercongregatie (Paulinen); vrouwelijke tak: Engelzusters van Sint Paulus - Angelica Sorores S. Pauli (ASP)
- Jezuïeten: Societas Jesu (SJ)
- Reguliere Clerici van de Moeder Gods van Lucca: Ordo Clericorum Regularium Matris Dei (OMD)
- Camillianen: Ordo Clericorum Regularium Ministrantium Infirmis (MI of OSC) (Vaders van de Goede Dood)
- Piaristen, Arme Klerken van de Moeder Gods, Scolopi of Escolapii: Ordo Clericorum Regularium Pauperum Matris Dei Scholarum Piarum (SchP)
- Paters van Somasci: Ordo Clericorum Regularium a Somascha (CRCS) (Dienaren der Armen)
- diverse andere

### Oosters-katholieke kloosterorden
Dit betreft oosters-katholieke kerken, die verbonden zijn met Rome en de paus als universeel hoofd van de Kerk van Christus erkennen.

#### Kloosterorden volgens de regel van Basilius
Een deel van deze kloosterorden behoort tot de Rooms-Katholieke Kerk, een deel tot verschillende oosters-katholieke kerken onder gebruikmaking van de Byzantijnse ritus.
- Orde van Sint Catharina op de Berg Sinaï (geestelijke ridderorde)
- Orde der Basilianen
  - Congregatie van Grottaferrata: Ordo Basilianus Italiae, seu Cryptoferratensis (ObasIt of OSBI) (Italië en Spanje)
  - Congregatie van Sint Josafat in Roethenië of Orde van Sint Basilius de Grote: Ordo Basilianus S. Iosaphat of Ordo Sancti Basilii Magni (OSBM, OSBas) (Oekraïne en Wit-Rusland)
  - Basiliaanse Congregatie Melkieten van de Heilige Verlosser: Ordo Basilianus Sanctissimi Salvatoris Melkitarum (BS) (Libanon)
  - Basiliaanse Congregatie van Sint Jan de Doper: Ordo Basilianus Sancti Iohannis Baptistae (BC) (Baladiten of Suariten, Choueriten) (Libanon)
  - Basiliaanse Congregatie van de Melkieten van Aleppo: Ordo Basilianus Aleppensis Melkitarum (BA) (Libanon)

#### Maronitische kloosterorden (Antiocheense ritus)
- Libanese Maronitische Orde: Ordo Libanensis Maronitarum (OLM) (Baladiten of Valditen)
- Antonijns Maronitische Orde: Ordo Antonianorum Maronitarum (OAM) (Monniken van Mar Chaya)
- Maronitische Orde van de Mariamiten: Ordo Maronita Beatae Mariae Virginis (OMM) (Aleppianen of Halebieten)

#### Chaldeewse Kloosterorde (Chaldeeuwse ritus)
De Chaldeeuws-Katholieke Kerk is in 1552 afgesplitst van de Nestoriaanse Kerk en onderhoudt sindsdien nauwe banden met de Rooms-Katholieke Kerk.
- Orde van de Antonianen van Sint Hormisdas der Chaldeeërs: Ordo Antonianus Sanctae Hormisdae Chaldaeorum (OAOC)

### Overige christelijke kloosterorden
De Anglicaanse Kerk kent een groot aantal kloosterorden, die vooral de regels van Benedictus en Franciscus volgen. Daarnaast zijn te noemen:
- Orde van Port Royal (Île-de-France, Frankrijk), oecumenische congregatie volgens de leefregels van de cisterciënsers, verbonden met de Oudkatholieke Kerk
- Franziskusbruderschaft te Zehdenik bij Berlijn (Duitsland), een oecumenische gemeenschap, verbonden met de Oudkatholieke Kerk
- Gemeenschap van Sint-Jan (Engeland)
- Kommunität Casseler Ring (CCR) (Beieren, Duitsland)
- Communität Christusbruderschaft Selbitz (CCB) (Duitsland)
- Diakonessenhuizen
- Gemeenschap van Taizé, een oecumenische kloostergemeenschap te Taizé (Bourgondië, Frankrijk)
- Evangelische Broedergemeente (Unitas Fratrum) is nooit als kloosterorde bedoeld en heeft zich sinds zijn stichting in de 18e eeuw tot kerkgenootschap ontwikkeld.

## Boeddhistische kloosterorden
De boeddhistische Sangha als geheel is een kloosterorde, die gebaseerd is op de Dhamma en Vinaya van de Boeddha. Boeddhistische monniken worden bhikkhus genoemd. Strikt gesproken hoeven bhikkhus niet altijd in kloosters te wonen, maar dit is wel de norm. De Orde van Bhikkhunis is een aparte kloosterorde voor nonnen. In de boeddhistische Sangha als geheel kunnen er twee ordes onderscheiden worden:
- de orde van bhikkhus (de bhikkhu-sangha)
- de orde van bhikkhunis (de bhikkhuni-sangha)

Binnen de verschillende stromingen van het Boeddhisme (Theravada, Mahayana en het Tibetaans boeddhisme) bestaan er de volgende kloosterorden, die onderling meer uniform zijn dan de Sangha als geheel is. Deze lijst is niet compleet.

### Mahayana
Het Mahayana heeft meer verschillende groeperingen, en in sommige van die groeperingen bestaat er geen Vinaya, en zijn er geen bhikkhus. De kloosterorden zijn er erg gevarieerd, en sommige ordes beoefenen zelfs vechtsporten.
- Het Zen heeft geen Vinaya of bhikkhus, maar heeft wel kloosterorden.
- De Shaolin orde is bekend vanwege haar expertise in zelfverdedigingskunsten.

### Theravada
De Theravada Sangha is behoorlijk uniform, ook tussen de verschillende Theravada boeddhistische landen zoals Thailand en Sri Lanka.
- De Thaise Bostraditie is een Thaise kloosterorde, waar de kloosters gevestigd zijn in bossen.
- De Dhammayut Orde en de Maha Nikaya zijn de twee kloosterorden van Thailand.
- De orde van Siladharas is een orde van (westerse) boeddhistische nonnen, gerelateerd aan de Thaise Bos Traditie.

### Tibetaans boeddhisme
Het Tibetaans boeddhisme beschikt wel over de Vinaya, en de verschillende groeperingen zijn er onderling meer uniform dan in het Mahayana. In het Tibetaans boeddhisme wordt zowel het Mahayana als het Vajrayana boeddhisme aangehangen.
- Nyingma
- Gelug
- Kagyü
- Sakya

### Bön
De bön is een oude religie uit Tibet die veel gebruiken van het Tibetaans boeddhisme heeft overgenomen, waaronder de vorming van kloosterordes.

## Islamitische kloosterorden
Het Soefisme kent vele kloosterorden, ook wel tariqats genoemd.